# Municipio de Huásabas
El municipio de Huásabas es un municipio ubicado en el noreste del estado de Sonora, en México, y también el nombre de la cabecera municipal. Cubre un área de 711.17 km² y cuenta con una población de 865 personas, de acuerdo al censo realizado en el año 2005.

## Datos del municipio

### Historia
Huásabas fue fundado en 1645 por el misionero jesuita Marcos del Río, bajo el nombre de "San Francisco de Huásaca". Previamente, el territorio que hoy ocupa Huásabas era habitado por indígenas de la tribu Ópata. Hay dos significados posible de la palabra Huásaca en lenguaje ópata: lugar de tierras enhierbadas o lugar de tierras llenas de basura que arrastra el río.

### Localización
Los municipios que colindan con Huásabas son: Villa Hidalgo, al norte; Granados, al sur; Bacadéhuachi, al oriente; Cumpas y Moctezuma, al poniente. Huásabas está conectado por una carretera pavimentada a Moctezuma en un tramo de 47 km. Esta carretera comunica la localidad con Hermosillo, la capital del Estado, que se encuentra a una distancia de 215 km, así como con la frontera con Estados Unidos, a la altura del cruce fronterizo Agua Prieta - Douglas (en el estado de Arizona) a una distancia aproximada de 150 km.

### Geografía y Clima
El territorio es montañoso y el pueblo está ubicado a una altitud de 850 metros sobre el nivel del mar en un angosto valle, que es atravesado por el Río Bavispe, uno de los principales afluentes del Río Yaqui. La temperatura promedio anual es de 22.1 °C y la precipitación anual promedio es de 492.3 mm.
| Parámetros climáticos promedio de Huásabas, Sonora (1951-2010)                  | Parámetros climáticos promedio de Huásabas, Sonora (1951-2010) | Parámetros climáticos promedio de Huásabas, Sonora (1951-2010) | Parámetros climáticos promedio de Huásabas, Sonora (1951-2010) | Parámetros climáticos promedio de Huásabas, Sonora (1951-2010) | Parámetros climáticos promedio de Huásabas, Sonora (1951-2010) | Parámetros climáticos promedio de Huásabas, Sonora (1951-2010) | Parámetros climáticos promedio de Huásabas, Sonora (1951-2010) | Parámetros climáticos promedio de Huásabas, Sonora (1951-2010) | Parámetros climáticos promedio de Huásabas, Sonora (1951-2010) | Parámetros climáticos promedio de Huásabas, Sonora (1951-2010) | Parámetros climáticos promedio de Huásabas, Sonora (1951-2010) | Parámetros climáticos promedio de Huásabas, Sonora (1951-2010) | Parámetros climáticos promedio de Huásabas, Sonora (1951-2010) |
| Mes                                                                             | Ene.                                                           | Feb.                                                           | Mar.                                                           | Abr.                                                           | May.                                                           | Jun.                                                           | Jul.                                                           | Ago.                                                           | Sep.                                                           | Oct.                                                           | Nov.                                                           | Dic.                                                           | Anual                                                          |
| ------------------------------------------------------------------------------- | -------------------------------------------------------------- | -------------------------------------------------------------- | -------------------------------------------------------------- | -------------------------------------------------------------- | -------------------------------------------------------------- | -------------------------------------------------------------- | -------------------------------------------------------------- | -------------------------------------------------------------- | -------------------------------------------------------------- | -------------------------------------------------------------- | -------------------------------------------------------------- | -------------------------------------------------------------- | -------------------------------------------------------------- |
| Temp. máx. abs. (°C)                                                            | 30.0                                                           | 37.0                                                           | 39.0                                                           | 41.0                                                           | 45.0                                                           | 47.0                                                           | 46.0                                                           | 45.0                                                           | 44.0                                                           | 42.0                                                           | 36.0                                                           | 33.0                                                           | 47.0                                                           |
| Temp. máx. media (°C)                                                           | 21.9                                                           | 23.9                                                           | 28.7                                                           | 33.6                                                           | 37.6                                                           | 41.1                                                           | 38.3                                                           | 37.3                                                           | 36.9                                                           | 32.7                                                           | 26.8                                                           | 20.9                                                           | 31.6                                                           |
| Temp. media (°C)                                                                | 12.9                                                           | 14.3                                                           | 17.9                                                           | 22.4                                                           | 26.6                                                           | 31.1                                                           | 30.2                                                           | 29.3                                                           | 28.0                                                           | 22.9                                                           | 16.9                                                           | 12.2                                                           | 22.1                                                           |
| Temp. mín. media (°C)                                                           | 3.9                                                            | 4.7                                                            | 7.1                                                            | 11.3                                                           | 15.7                                                           | 21.1                                                           | 22.1                                                           | 21.3                                                           | 19.0                                                           | 13.2                                                           | 7.0                                                            | 3.5                                                            | 12.5                                                           |
| Temp. mín. abs. (°C)                                                            | -3.0                                                           | -3.0                                                           | 0.0                                                            | 1.0                                                            | 7.0                                                            | 10.0                                                           | 16.0                                                           | 14.0                                                           | 9.0                                                            | 1.0                                                            | -2.0                                                           | -4.0                                                           | -4.0                                                           |
| Precipitación total (mm)                                                        | 28.1                                                           | 24.7                                                           | 7.6                                                            | 8.8                                                            | 4.7                                                            | 31.8                                                           | 104.8                                                          | 132.5                                                          | 54.0                                                           | 30.7                                                           | 20.6                                                           | 44.0                                                           | 492.3                                                          |
| Días de precipitaciones (≥ 0.1 mm)                                              | 3.2                                                            | 2.5                                                            | 1.4                                                            | 0.8                                                            | 0.9                                                            | 3.2                                                            | 10.8                                                           | 9.4                                                            | 4.3                                                            | 2.8                                                            | 1.8                                                            | 3.1                                                            | 44.2                                                           |
| Fuente: Servicio Meteorológico Nacional. Actualizado el 6 de diciembre de 2016. |                                                                |                                                                |                                                                |                                                                |                                                                |                                                                |                                                                |                                                                |                                                                |                                                                |                                                                |                                                                |                                                                |

### Actividades económicas
La ganadería y la agricultura son las dos actividades económicas principales. El maíz y el frijol son cultivados principalmente para el autoconsumo, siendo los forrajes para alimentar al ganado la principal producción agrícola. En el año 2000 al hato ganadero lo constituían 10,120 cabezas, la mayoría de las cuales se exporta en pie a los Estados Unidos. Para el mismo año, la población económicamente activa en 2000 era de 347 trabajadores.

## Sociedad y cultura
Comunidades importantes de personas originarias de Huásabas viven actualmente en Hermosillo, la capital de Sonora, y en Tucson, ciudad al sur de Arizona, en los Estados Unidos. Estas comunidades mantienen fuertes lazos con "El Pueblo" y la mayoría de sus integrantes vuelven una o más veces al año, dado que ambas ciudades están ubicadas a menos de cuatro horas de viaje en automóvil.
El 15 de agosto se celebra la fiesta patronal en honor a la Asunción de María, para lo cual se llevan a cabo bailes en la plaza principal, rodeos, carreras de caballo y varias bandas musicales de estilo norteño tocan en las calles.
La Semana Santa es también celebrada con diversos ritos litúrgicos de la religión Católica, a la cual se adhiere la gran mayoría de los habitantes de Huásabas. Uno de ellos, es una representación viviente del Vía Crucis, el Viernes Santo.
En Huásabas, la cultura de los vaqueros está muy presente y arraigada, la cual puede ser apreciada en nuestros días en la vestimenta masculina, especialmente por el amplio uso de sombreros de estilo texano y botas, los rodeos y el uso extendido y tradicional de los caballos para realizar las labores propias de la ganadería.